# 둔내면 임곡로
둔내면 임곡로(Take Me Home, Country Roads)는 한국에서 제작된 전시형 감독의 2021년 서스펜스, 미스터리 영화이다. 기도영 등이 주연으로 출연하였다.

## 출연

### 주연
- 기도영
- 정종훈
- 강길우
- 김현